# Pocałunek mordercy
Pocałunek mordercy (ang. Killer’s Kiss) – drugi film fabularny Stanleya Kubricka.

## Fabuła
Historia koncentruje się wokół Davey'ego Gordona, 29-letniego boksera w finale jego kariery sportowej. Poznaje on młodą tancerkę, którą stara się ochronić przed jej brutalnym szefem.

## Obsada
- Chris Chase
- Frank Silvera